# Fanny (éléphant)
Fanny était une femelle éléphant d'Asie qui a passé la majeure partie de sa vie dans un petit zoo à Pawtucket, Rhode Island.

## Biographie.
Née à l'état sauvage en Asie, Fanny a été achetée au Ringling Brothers et du Barnum & Bailey Circus en 1958 par la ville de Pawtucket pour 2 500 $. Fanny est devenue un symbole de la ville et a passé plus de trois décennies à Pawtucket, au zoo de Slater Park, maintenant appelé Daggett Farm. Dans le zoo Slater Park, appelé l'un des pires zoos en Amérique par l'émission de télévision américaine 60 Minutes,[réf. nécessaire] Fanny était logée dans une petite grange, avec seulement un petit enclos dans lequel marcher, elle était également enchaînée par sa jambe arrière..
En 1993, le conseil municipal a fermé le zoo, mais les citoyens se sont affrontés sur le sort de Fanny. Le maire Robert Metvier a été accusé de faire de la politique pour avoir tenté de la retenir après que le conseil eut voté pour la laisser quitter Pawtucket. Une coalition de groupes comprenant la HSUS, la Free Fanny Coalition et le Fund for animals ont finalement obtenu sa liberté et, dans la nuit du 7 juin 1993, elle a commencé un  voyage de 36 heures jusqu'au Cleveland Amory Black Beauty Ranch à Murchison, au Texas. Alors qu'elle était au ranch, Fanny, rebaptisée Tara, a perdu 1 800 lb (820 kg) de sur-poids et reçu quelque chose qu'elle n'avait pas eu depuis des décennies - un compagnon éléphant nommé Conga.
Fanny a vécu au ranch Black Beauty jusqu'à sa mort en août 2003. Elle avait 59 ans, selon le ranch. En apprenant sa mort, le Providence Journal publia une nécrologie pour Fanny. En 2007, la ville de Pawtucket lui a dédié une sculpture en fibre de verre, qui se trouve à portée de vue de la grange de Fanny.
Son histoire est maintenant en train de devenir un film, "Uproar in Pawtucket" dans le cadre de la série "Elephants in Rhode Island".

## Galerie

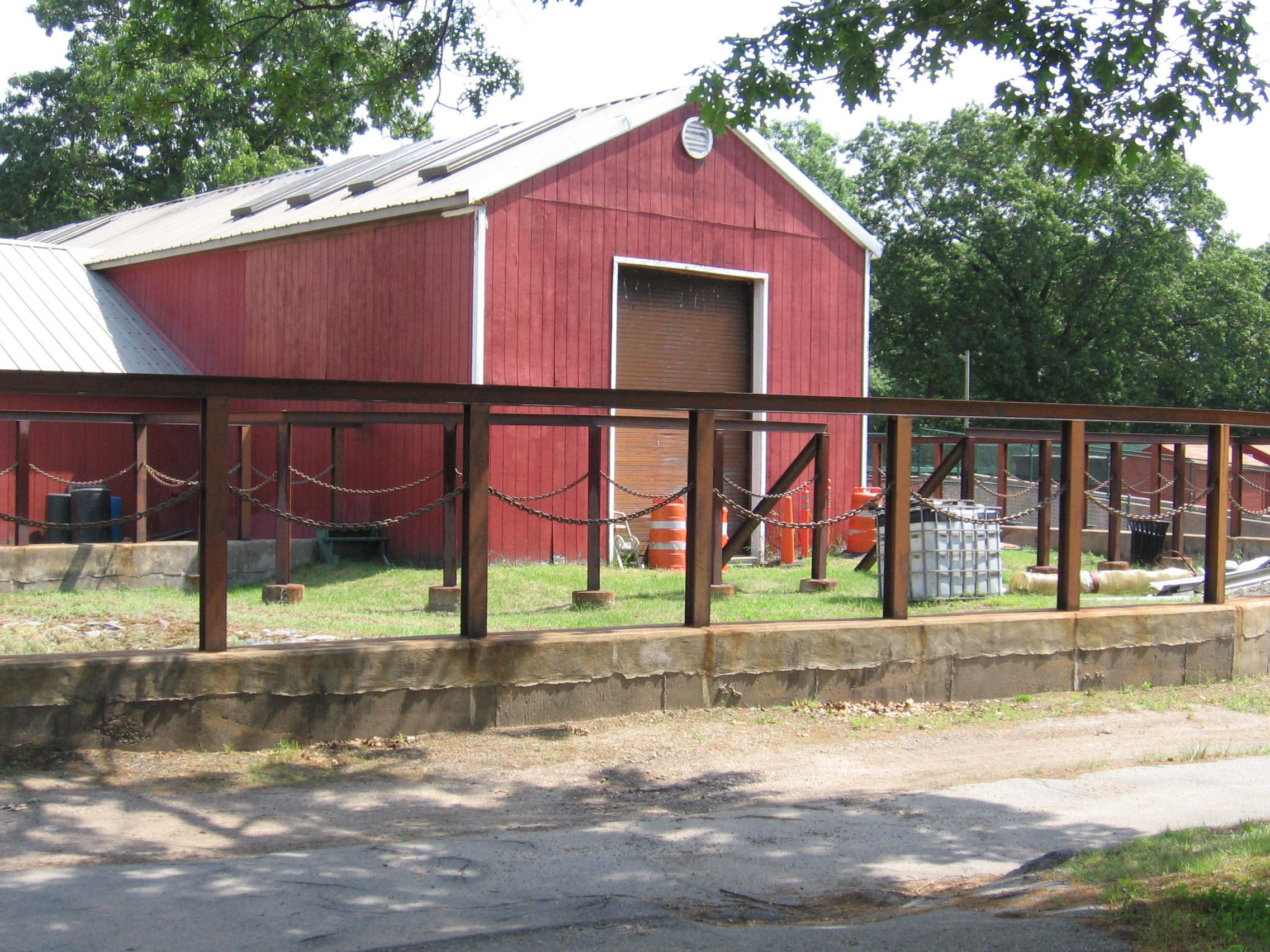
Grange et l'enclos maintenant vacants d'Anny à Pawtucket, 2009.
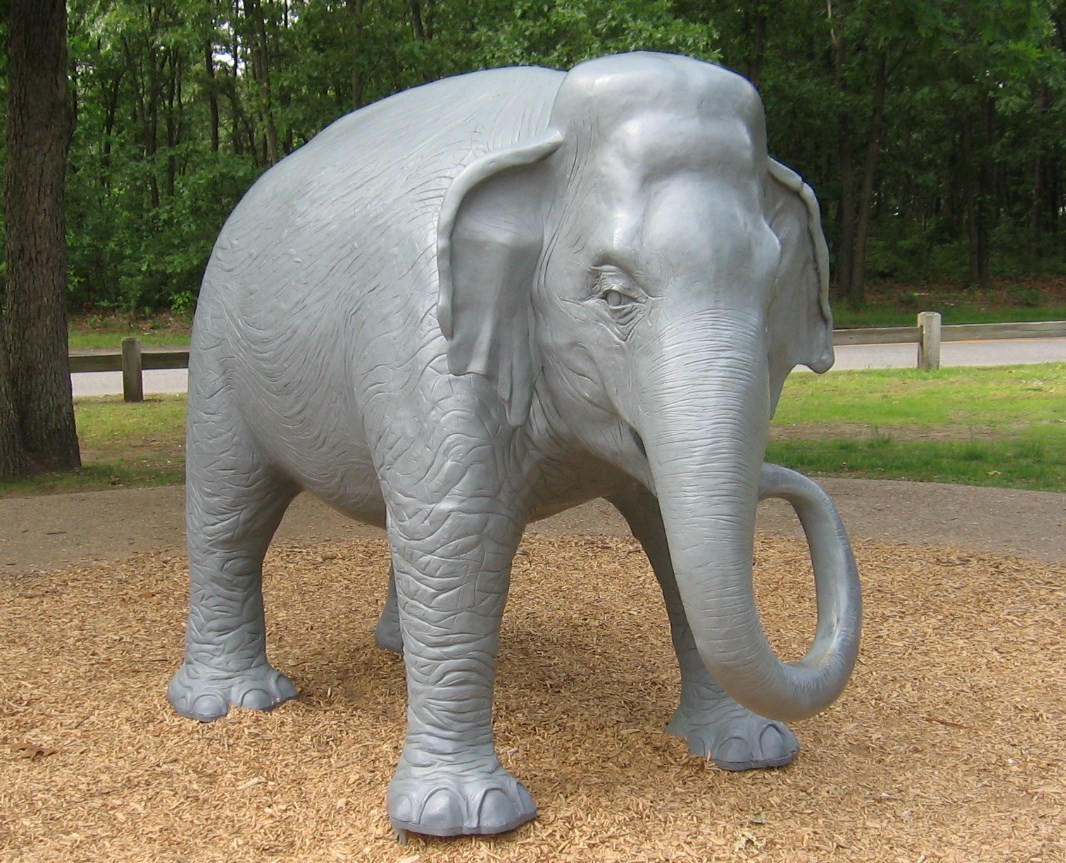
Sculpture de Fanny au parc Slater.
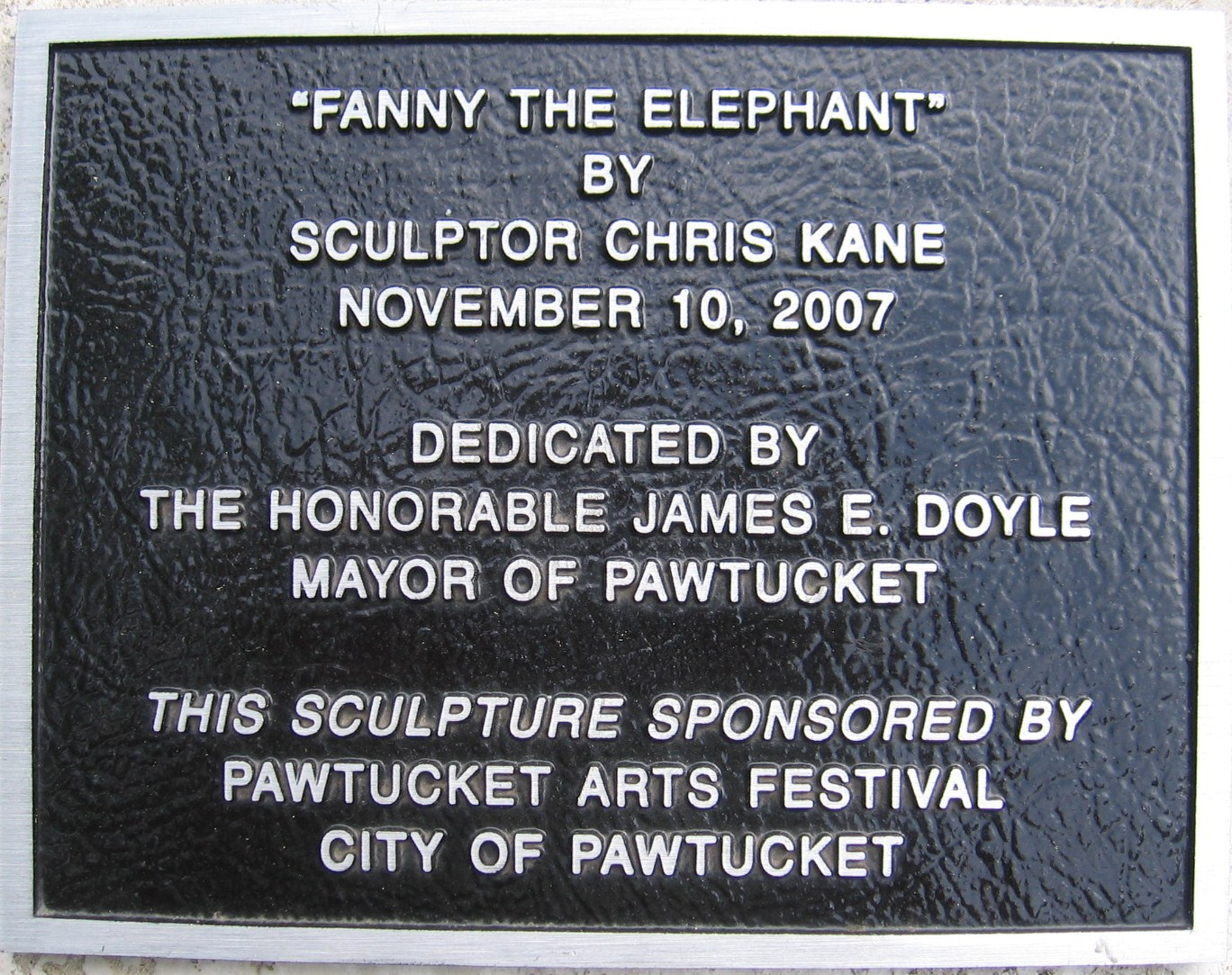
Plaque de dédicace de la sculpture de Fanny.